# Contained
Contained is een korte Nederlandse speelfilm van Mark Wallaard en Tim Treurniet uit 2007.

## Het Verhaal
Het is een doodgewone ochtend wanneer Mohammed op weg is naar school. Onderweg vergeet hij echter zijn tas op een Metroperron. Wanneer hij terugkomt om hem op te halen is de politie, onder leiding van Jack, al ter plaatsen. Wanneer Mohammed ook nog eens toegeeft dat het zijn tas is wordt hij er direct van verdacht een terroristische aanslag te plannen. Met behulp van robots en meetapparatuur onderzoekt de EOD de rugtas terwijl Jack Mohammed hardhandig verhoord. Wanneer de robot echter aangeeft dat de tas geen bom is realiseert de overheid dat ze een onschuldig iemand verhoren en stoppen ze alles zo snel mogelijk in de doofpot. Hiermee eindigt de film.

## Cast
- Mohammed - Sabir Al Haft
- Jack - Emile Jansen
- Metrocontroleur - Caroline Nicolai
- EOD Man - Daan Nieber

## Crew
- Regie - Mark Wallaard en Tim Treurniet
- Scenario - Mark Wallaard en Tim Treurniet
- Cinematografie - Rolf Dekens
- Muziek - Jonathan Franklin
- Montage - Han Hoezen
- Animatie - Tim van Paassen, Ziggy Deutz
- Geluid - Bart Jilesen,[1] Max Frick, Erik Griekspoor, Jan Schermer
- Productie - Michiel van Opstal, Inge de la Parra
- Productie coördinatie - Simone van den Broek

## Achtergrond
Wat is terrorisme voor de aanslag? Dit is het thema waar Contained mee speelt. De film is een satire op de angstsamenleving en behandelt onderwerpen als extremisme en de bijkomende terreurbestrijding. Hiermee is de film een parodie op het beleid van de Nationaal Coördinator Terrorismebestrijding en het Alerteringssysteem Terrorismebestrijding.